# درجة حرارة التشغيل
درجة حرارة التشغيل أو درجة حرارة العمل أو درجة الحرارة التشغيلية هي درجة الحرارة التي يعمل عندها جهاز ميكانيكي أو كهربائي. يعمل الجهاز بشكل فعال ضمن مجال محدد لدرجات الحرارة يختلف تبعًا لوظيفة الجهاز وسياق التطبيق، وتتراوح بين درجة حرارة التشغيل الدنيا ودرجة حرارة التشغيل الأعظمية (أو درجة حرارة التشغيل القصوى). خارج هذا المجال من درجات حرارة التشغيل الآمن يمكن أن يتعطل الجهاز.
درجة حرارة التشغيل هي إحدى عناصر هندسة الوثوقية.
بشكل مشابه، تمتلك الأنظمة الحيوية مجال حيوي لدرجات الحرارة يمكن أن يسمى «درجة حرارة تشغيل».

## المجالات
تُصنع معظم الأجهزة بعدة أصناف حسب درجات الحرارة. الأصناف الشائعة هي:
- التجاري: 0 حتى 45 درجة مئوية
- الصناعي: -20 حتى 85 درجة مئوية
- العسكري: -55 حتى 125 درجة مئوية

مع ذلك، تحدد كل شركة صانعة أصنافها الخاصة حسب درجات الحرارة لذا ينتبه المصممون بدقة إلى المواصفات الفعلية حسب لائحة المواصفات. فمثلًا تستخدم شركة ألتيرا خمسة أصناف حسب درجات الحرارة في منتجاتها:
- الصنف التجاري: 0 حتى 45 درجة مئوية
- الصنف الصناعي: -20 حتى 85 درجة مئوية
- صنف السيارات: -40 حتى 125 درجة مئوية
- الصنف الموسع: -40 حتى 125 درجة مئوية
- الصنف العسكري: -55 حتى 125 درجة مئوية

يضمن استخدام هذه الأصناف أن الجهاز ملائم للتطبيق الخاص به، وسيتحمل الظروف البيئية التي يستخدم فيها. تتأثر مجالات درجات الحرارة التشغيلية العادية بعدة عوامل، كتبديد الجهاز للاستطاعة. تستخدم هذه العوامل في تعريف «درجة حرارة العتبة» لجهاز ما، أي درجة حرارة تشغيله العادية العظمى، ودرجة حرارة عظمى لا يمكن للجهاز العمل بعد تجاوزها. بين هاتين الدرجتين يعمل الجهاز بمستوى أقل من الذروة. فمثلًا يمكن أن تمتلك مقاومة درجة حرارة عتبة مقدارها 70 درجة مئوية ودرجة حرارة عظمى 155 درجة مئوية، تخضع المقاومة بين هاتين الدرجتين لانخفاض حراري في الأداء.
يمكن أن تكون درجة حرارة التشغيل في الأجهزة الكهربائية هي نفسها درجة حرارة الوصلة (TJ) لشبه ناقل في الجهاز. تتأثر درجة حرارة الوصلة بدرجة حرارة الوسط المحيط، وفي الدارات التكاملية يمكن إيجادها بالعلاقة:
{\displaystyle T_{J}=T_{a}+P_{D}\times R_{ja}}
حيث TJ درجة حرارة الوصلة مقدرة بالدرجات المئوية. Ta درجة حرارة الوسط المحيط بالدرجات المئوية، PD مقدار تبديد الاستطاعة في الدارة التكاملية مقدرًا بالواط، Rja المقاومة الحرارية بين الوصلة والوسط المحيط مقدرة بدرجة مئوية لكل واط.

## الجيش والطيران
قد تحتاج الأجهزة الكهربائية والميكانيكية المستخدمة في التطبيقات العسكرية وفي الطيران إلى تحمل تنوع بيئي أكبر، يشمل مجالًا أكبر لدرجات الحرارة.
وضعت وزارة الدفاع الأمريكية معايير جيش الولايات المتحدة لكل المنتجات التي تستخدمها القوات المسلحة الأمريكية. عُرّفت الحدود التصميمية والاختبارية البيئية لمنتج ما من حيث الظروف التي سيخضع لها أثناء وضعه في الخدمة في معيار الجيش الأمريكي 810 (MIL-STD-810)، معيار وزارة الدفاع الخاص بطريقة الاختبار لاعتبارات الهندسة البيئية والتجارب المختبرية.
ينص المعيار MIL-STD-810G على التالي «يوصل إلى استقرار درجة حرارة التشغيل عندما تتغير درجة حرارة الأجزاء (أو الجزء) العاملة من موضوع الاختبار التي يعتبر أنها تمتلك أطول تأخر حراري بمعدل لا يزيد عن 2.0 درجة مئوية (3.6 درجة فهرنهايت) في الساعة». يحدد المعيار نفسه كذلك الإجراءات المتبعة لتقييك أداء المواد عند أحمال عظمى من درجات الحرارة.
تخضع ريش عنفات المحركات العسكرية لنوعين من إجهادات التشوه المؤثرة أثناء الخدمة العادية، وهما الزحف والتعب الحراري. يعتمد عمر الزحف لمادة «بشدة على درجة حرارة التشغيل»، لذا فإن تحليل الزحف جزء مهم من التحقق من التصميم. يمكن تخفيف بعض آثار الزحف والتعب الحراري بإدخال أنظمة تبريد في تصميم الجهاز، ما يخفف درجة حرارة الذروة التي يخضع لها المعدن.